# Labiod Medjadja
Labiod Medjadja è un comune dell'Algeria, situato nella provincia di Chlef.